# Kdewebdev
Kdewebdev はウェブ開発のための KDE のパッケージである。

## アプリケーション一覧
kdewebdev には Quanta Plus を中心として、以下のアプリケーションが含まれている。
- KFileReplace - ファイルの検索置換のためのアプリケーション
- KImageMapEditor - HTML のイメージマップを編集するアプリケーション
- KLinkStatus - リンクチェッカ
- Kommander - ダイアログエディタ
- KXSLDbg - XSLT デバッガ xsldbg の GUI フロントエンド
- Quanta Plus - ウェブ統合開発環境